# Танит Ли
Танит Ли (на английски: Tanith Lee) е плодовита английска писателка на произведения в жанра фентъзи, научна фантастика и хорър. В България е издавана и като Танит Лий.

## Биография и творчество
Танит Ли Кейн е родена на 19 септември 1947 г в Лондон, Англия, в семейството на професионалните танцьори Бърнард и Хилда Ли. От малка обича да чете фантастична литература. Тъй като родителите ѝ често се местят, тя учи в различни училища и накрая в девическо средно училище „Прендергаст“ в Лондон. Следва една година в Кройдън Колидж в Кройдън, но напуска, за да търси друга реализация. За да се издаржа работи като деловодител, сервитьорка, продавач в магазин и помощник библиотекар.
Прави литературния си дебют през 1968 г. с разказите „Годеникът“ и „Юстас“, след което започва да пише фентъзи за деца. Пише и радиопиеси за Би Би Си. Първият ѝ роман „Драконовото съкровище“ е издаден през 1971 г. Той е комично фентъзи, в което оскърбена магьосница принуждава главния герой, озадачен от търсене, да се преобрази унизително в гарван в непредсказуеми моменти. Началните ѝ разкази са издадени през 1972 г. в първия ѝ сборник „Принцеса Хинчати и някои други изненади“ – поредица от свързани истории, в които героите преодоляват различни трудности. Писателската ѝ кариера се развива успешно след издаването на романа ѝ „Гроб по рождение“ през 1975 г. През 1977 г. е издаден романът ѝ „Магията на Волкхавар“, който е история на всички онеправдани от съдбата, на бунта на слабите и на вечната борба за щастие. През 2004 г. започва да публикува лесбийска фантастика, използвайки псевдонима Естер Гарбър, и получава номинация за наградата „Ламбда“ за сборника си „Обезпокоен от нейната песен“.
Творбите ѝ имат няколко характерни мотива: Ритуалът на преминаване, при който млад герой се примирява със своята необикновена природа и се стреми към баланс в разпокъсания свят; ярки, но неопределени пейзажи, служещи като почти взаимозаменяеми фонове за психически драми; и фино безразличие към всяко моралистично уреждане на сметки, нейните приказки са склонни да завършват с Добрите и Злите герои, установяващи се в неспокойно равновесие.
Танит Лий е авторка на 77 романа и няколкостотин разказа, включително и сценария на два епизода от сериала „Седморката на Блейк“. Тя е първата жена, спечелила Британската награда за фентъзи, а след това печели две Световни награди за фентъзи за разказ. Има множество номинации за други награди, а през 2013 г. печели „Награда за цялостно творчество“. През 2015 г. е удостоена с награда за цялостно творчество от Асоциацията на писателите на хоръри на Америка.
През 1987 г. тя се запознава с художника и писател Джон Кейн, за когото се омъжва през 1992 г. и живеят в южната част на Англия.
Танит Ли умира от рак на гърдата на 24 май 2015 г. в Източен Съсекс, Англия.

## Произведения

### Самостоятелни романи
- Animal Castle (1972)[1][2][3][4]
- Companions on the Road (1975)[5]
- The Winter Players (1976)
- Volkhavaar (1977)
Магията на Волкхавар, изд. „Орфия“ (1994), прев. Милена Дамянова
- Electric Forest (1979)
- Shon the Taken (1979)
- Day by Night (1980)
- Lycanthia (1981)
- Sung in Shadow (1983)
- The Beautiful Biting Machine (1984)
- Days of Grass (1985)
- Madame Two Swords (1988)
- A Heroine of the World (1989)
- The Blood of Roses (1990)
- Into Gold (1991)
- Louisa the Poisoner (1992)
- Heart-Beast (1992)
- Elephantasm (1993)
- Eva Fairdeath (1994)
- Vivia (1995)
- Reigning Cats and Dogs (1995)
- When the Lights Go Out (1995)
- The Gods Are Thirsty (1996)
- White as Snow (2000)
- Mortal Suns (2003)
- Thirtyfour (2004) – като Естер Гарбър
- Death of the Day (2004)
- L'Amber (2006)
- Greyglass (2011)
- To Indigo (2011)
- Killing Violets (2012)
- Ivoria (2012)
- Cruel Pink (2013)

### Поредица „Гроб по рождение“ (Birthgrave)
The Birthgrave (1975)
Vazkor, Son of Vazko (1978)
Quest for the White Witch (1978)

### Поредица „Романи на Вис“ (Novels Of Vis)
The Storm Lord (1976)
Anackire (1983)
The White Serpent (1988)

### Поредица „Четири-ПЧЕЛА“ (Four-BEE)
състои се от 2 романа

### Поредица „Плоската Земя“ (Flat Earth)
Night's Master (1978)
Death's Master (1979) – Британска награда за фентъзи за роман
Delusion's Master (1981)
Delirium's Mistress (1986)
Night's Sorceries (1987)

### Поредица „Замъкът на мрака“ (Castle of Dark)
състои се от 3 романа

### Поредица „Кървав камък“ (Blood Stone)
състои се от 2 романа

### Поредица „Любителят на сребърния метал“ (Silver Metal Lover)
състои се от 2 романа

### Поредица „Тайните книги на Парадис“ (Secret Books of Paradys)
състои се от 4 романа

### Поредица „Танакил“ (Tanaquil)
състои се от 3 романа

### Поредица „Кървава опера“ (Blood Opera)
състои се от 3 романа

### Поредица „Тайните книги на Венера“ (Secret Books of Venus)
състои се от 4 романа

### Поредица „Списанията на Клайди“ (Claidi Journals)
състои се от 4 романа

### Поредица „Пиратика“ (Piratica)
състои се от 3 романа

### Поредица „Лъвовълк“ (Lionwolf)
състои се от 3 романа

### Участие в общи серии с други писатели
- The Dragon Hoard (1971) и East of Midnight (1977) в поредицата „Магически куест“ (MagicQuest)[1]
- Black Unicorn (1989), Gold Unicorn (1994) и Red Unicorn (1997) в поредицата „Драконов полет“ (Dragonflight)
- Islands in the Sky (1999) в поредицата „Пътешествието на Басет“ (Voyage of the Basset)
- Colder Greyer Stones (2012) в поредицата „Пътешествието на Басет“ (Imaginings)

### Сборници
- Princess Hynchatti & Some Other Surprises (1972)[1][3][5]
- Champions of the Road (1979)[2]
- Unsilent Night (1981)
- Cyrion (1982)
- Red as Blood (1982)
- Tamastara (1984)
- Women as Demons (1985)
- The Gorgon (1985)
- Dreams of Dark and Light (1986)
- Forests of the Night (1989)
- Nightshades (1993)
- Fatal Women (2004)
- Sages and Swords (2006) – с други
- Sounds and Furies (2010)
- Disturbed by Her Song (2010)
- Hauntings (2012) – с Пол Кейн, Ейдриън Чайковски, Алисън Литълууд, Марк Морис, Мари О'Райън, Робърт Шърман и Лиз Уилямс
- The Wildside Book of Fantasy (2012) – с други
- Space Is Just a Starry Night (2013)
- Phantasya (2014)
- Immortal: Love Stories With a Bite (2014) – с Рейчъл Кейн, Синтия Лейтич Смит, Клаудия Грей, Рейчъл Мийд и Кристин Каст
- Blood 20 (2015)
- A Different City (2015)
- Legenda Maris (2015)
- Dancing Through the Fire (2015)
- Obsidian (2016) – с Кели Армстронг, Сара Пинбъра, Алисън Литълвуд, Маура Макхю, Лора Мауро, Мари О'Ригън, Кари Сперринг, Лайза Татъл и Лиз Уилямс

#### Поредица „Избрани истории на Танит Лий“ (Selected Stories of Tanith Lee)
състои се от 2 книги (2008 – 2009)

### Разкази и новели
частично представяне
- The Betrothed (1968)[1]
- Eustace (1968)[2][5]
- Animal Castle (1972)
- The Betrothed (1968)
- Red As Blood (1979)
Червени като кръв, сп. „Фантастични светове“ бр. 1 (2016), прев. Кирил Методиев
- The Gorgon (1982) – Световна награда за фентъзи за разказ
- Elle Est Trois, (La Mort) (1983) – Световна награда за фентъзи за разказ
- Medra (1984)
- Draco, Draco (1984)
Драко, Драко!, в „Дракони : фантастична антология“, изд. „ЕГИ“ (2002), прев. Елена Павлова и др.
- Indigara (2007)

### Документалистика
- Women as Demons: The Male Perception of Women through Space and Time, Women's Press (1989)[4]

### Екранизации
- 1980 – 1981 Седморката на Блейк, Blake's 7 – тв сериал, 2 епизода, с Гарет Томас, Ян Чапел, Дейвид Джаксън и др.[1]
- 1999 The Hunger – тв сериал, 1 епизод